# Rachel Green
Rachel Karen Green là một trong 6 nhân vật chính xuất hiện trong loạt phim hài kịch tình huống Mỹ trên đài NBC Những người bạn. Nhân vật này do nữ diễn viên Jennifer Aniston thủ vai và được sáng tạo bởi các nhà sáng lập chương trình David Crane và Marta Kauffman. Cô xuất hiện trong toàn bộ 236 tập phim kéo dài suốt một thập kỷ, từ tập phim mở màn vào ngày 24 tháng 9 năm 1994 cho đến tập cuối phát sóng vào ngày 6 tháng 5 năm 2004. Từ tập phim đầu tiên khi còn là một cô dâu thơ ngây bỏ chạy khỏi đám cưới và tái hợp với người bạn thuở ấu thơ Monica Geller ở thành phố New York, nhân vật Rachel dần dần trưởng thành sang hình ảnh của một nữ doanh nhân thành đạt. Kể từ mùa phim thứ 2, cô bắt đầu có quan hệ tình cảm với Ross Geller và duy trì một mối quan hệ không ổn định với anh xuyên suốt loạt phim. Cả hai nhân vật sau đó có một đứa con gái cùng nhau, Emma.
Lựa chọn đầu tiên của nhà sản xuất cho vai Rachel thuộc về Téa Leoni và Courteney Cox. Cả hai đều từ chối, khi Leoni quyết định tham gia vai chính loạt phim hài kịch tình huống The Naked Truth, trong khi Cox lại muốn nhận vai Monica, bạn thân của Rachel trong Những người bạn. Là một nữ diễn viên gần như chưa được biết đến từ 5 loạt phim hài kịch tình huống ngắn hạn trước đó, Aniston dự tuyển cho vai Rachel sau khi từ chối lời mời gia nhập chương trình hài kịch tạp kỹ Saturday Night Live. Trước khi Những người bạn lên sóng, Aniston từng gặp nguy cơ bị thay vai do vẫn còn tham gia một loạt phim hài kịch tình huống khác, Muddling Through, mà sau cùng bị hủy và cô được phép ở lại Những người bạn.